# Път с кипариси и звезда
Път с кипариси и звезда е картина на Винсент ван Гог, нарисувана през май 1890 година. Картината е известна още като „Междуселски път в Прованс през нощта“. Това е последната картина, завършена в Сен-Реми-дьо-Прованс.

## История
В писмо до брат си Тео Винсент ван Гог пише, че кипарисите винаги за владеели неговите мисли с красотата на контура и пропорциите, напомнящи египетски обелиск. Темата с кипарисите се среща и в други картини на Ван Гог. Картината се намира в музея Крьолер-Мюлер в Нидерландия, който е вторият в страната по богатство на картини на Ван Гог.